# 今井太郎
今井 太郎（いまい たろう、1989年1月26日 - ）は、日本の映像編集者、元ミュージシャン、ギタリスト。
バンド「ニホンジン」の元メンバーでギターを担当。当時はリュックサック今井名義で活動していた。

## 人物
福島県福島市出身。水瓶座。東北大学文学部（人文社会科学科行動科学専修）卒業。ウルトラマンが好き。
中学生の頃に知り合いがギターを弾いていたことに憧れてギターを始めた。
ニホンジンでは大きなアフロとサングラスが特徴的でそれを活かしたパフォーマンスも行われていた。
2017年2月11日、12日に開催されたリュックサック今井のニホンジン脱退ライブ 〜新たなる旅立ち アフロ断髪式〜 をもってニホンジンを脱退して現在はフリーで映像の仕事をしている。そのライブで自身のトレードマークであったアフロを辞め、現在は通常の髪型になっている。
YouTuberの動画やアーティストのMV、DVDの撮影、映像編集などを行っている。

## 来歴
中学生の時にギターを始めたが、高校生まではやりたい気持ちはあったが学校に友達がいなくてバンド活動などはしてこなかった。東北大学入学後、軽音サークルに入り、そこでニホンジンの前身となるバンドリーベンレンを結成する。
その後、2011年6月からニホンジンとしてボーカルのエムサイズ佐久間、ベースのペンション佐々木と3人で 本格的に活動を始める。
様々な職業の人にインタビューをし、作った「職業ソング」や、60社以上の企業cmソングを作るなどして活動していた。
ニホンジンではギターを担当、当時からライブで使われる映像やYouTube動画などの編集も行っていた。自身のキャッチコピーは、「アフロの情熱ギタリスト」。また、主にエムサイズ佐久間が作詞作曲を行っていたが、今井も年に一曲程書いている。
2015年に、ESPギタークラフトアカデミー仙台校から自身のキャラクター、「りゅっくん」をモチーフにした「りゅっくんギター」が制作され、プレゼントされたゼビオアリーナ仙台公演で初披露された。
2017年2月11日、12日に開催されたライブをもって、映像の道に進むため、ニホンジンを脱退した。以後もニホンジンは佐久間、佐々木の2人で活動していたが、2020年6月2日、ペンション佐々木の不祥事によって解散した。
2018年5月23日発売のA.B.C-Zのニューアルバム「VS 5」、初回限定DVD特典映像の一部の編集を担当。
ギターは続けていて、他のYouTuberの動画にギターを担当することもある。
メロガッパやたすくこまなどのYouTuberやアーティストの映像も行っている。